# Sulfolobus

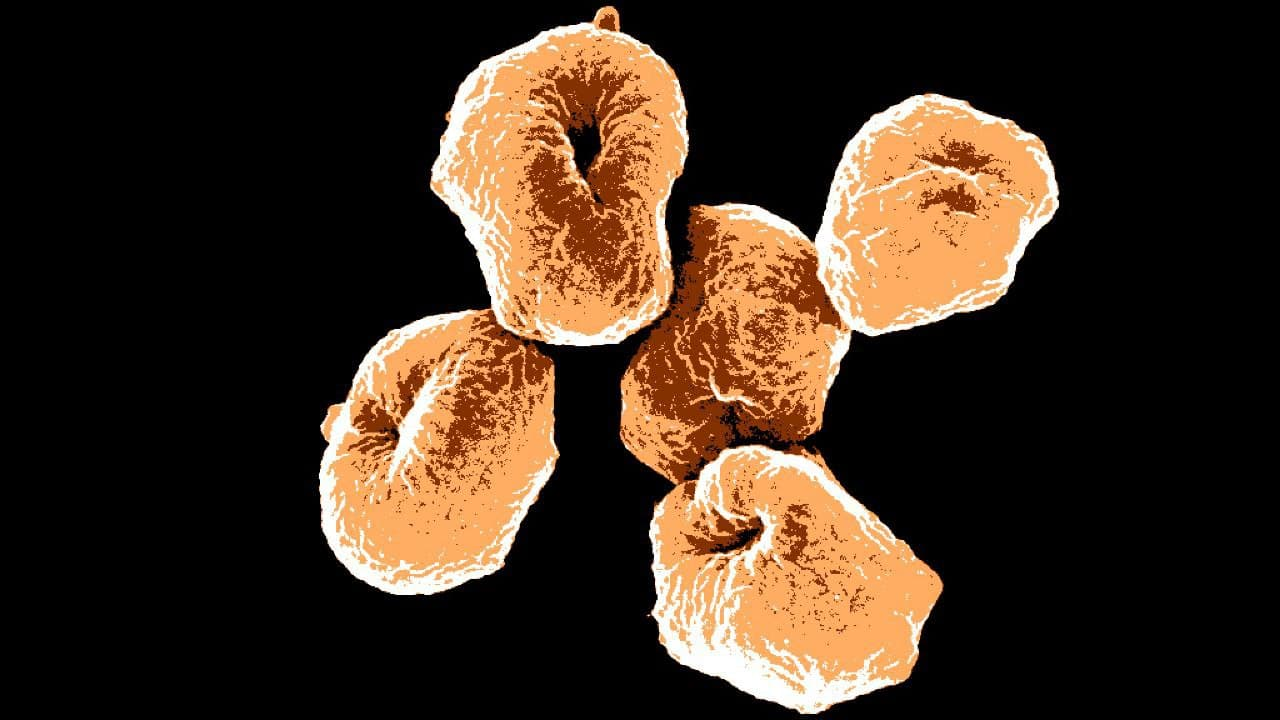
Ein ungefähres Bild der lappigen Form von Archaeen der Gattung Sulfolobus.

Sulfolobus ist eine Gattung von hyperthermophilen Archaea  aus der Familie Sulfolobaceae im Reich Thermoproteati.
Einige Vertreter sind darüber hinaus acidophil.
Die Gattung wurde 1972 von Thomas D. Brock, einem US-amerikanischen Mikrobiologen, in der Zeitschrift Archiv für Mikrobiologie erstbeschrieben.
Sulfolobus-Arten wachsen in vulkanischen Quellen, wobei das optimale Wachstum bei einem pH-Wert von 2 bis 3 und Temperaturen von 75 bis 80 °C stattfindet, weshalb sie als acidophil bzw. thermophil gelten. Sulfolobus-Zellen sind unregelmäßig geformt und begeißelt.
Vo der Gattung Sulfolobus wurde 2018 von Sakai & Kurosawa die neue Gattung Saccharolobus abgespalten; und die Spezies Sulfolobus tokodaii wurde in diesem Jahr von Tsuboi et al. in die bereits bestehende Gattung Sulfurisphaera verschoben. Alle drei Gattungen, Sulfolobus, Saccharolobus und Sulfurisphaera gehören zur selben Familie Sulfolobaceae.

## Merkmale
Die Gattung Sulfolobus zeichnet sich durch die folgenden prägnanten Merkmale aus:
1. kugelförmige Zellen, die häufig Lappen bilden
2. fakultativ autotroph auf Schwefel oder einfachen organischen Verbindungen
3. Zellwand ohne Peptidoglycan
4. säureliebend, mit einem optimalen pH-Wert von 2–3, verträgt aber einen Bereich von 0.9 bis 5.8
5. wärmeliebend mit einem Optimum von 70 bis 75 °C (Bereich 55 bis 80 °C)

Mittels eines Cäsiumchlorid-Gradienten wurde der GC-Gehalt des Erbgutes mit 60–68 % bestimmt.

## Systematik
Artenliste mit Auswahl an Stämmen (ggf. MAGs bzw. 16S rRNA-Zugriffsnummern), Stand 14. Juli 2025:
Gattung Sulfolobus Brock et al. 1972(L,N,G)
- Spezies Sulfolobus acidocaldarius Brock et al. 1972(L,N,G)[3]
  - Stamm DSM 639(L,N,G) alias ATCC 33909, IFO 15157, JCM 8929, NBRC 15157 oder D14876(L,N)
  - Stamm N8(N,G)
  - Stamme Ron12/I(N) alias Ron12;I(G)
  - Stämme GG12-C01-05; GG12-C01-05; NG05B_C06_13; …(G)
- Spezies Sulfolobus acidocaldarius_A(G)[A. 2]
  - Stamm SUSAZ(N,G)
- Spezies „Sulfolobus ambivalens“ Zillig et al. 1985(L)[7]
- Spezies „Sulfolobus beitou“ – unveröffentlicht (Hung 2007 & Feng 2022)(N)
  - Stämme 4-HJ; DBS(N)
- Spezies „Sulfolobus islandicus“ Zillig et al. 1994(L,N)[8] [„Saccharolobus islandicus“ (Zillig et al. 1994) Counts et al. 2021(L,N)][A. 3]
  - Stamm REY15A – Fundort: Thermalquelle Reykjanes-Halbinsel, Island(N)
  - Stamm HVE10/4 – Fundort: Thermalquelle bei Hveragerði, Island(N)
  - Stamm M.16.27 – Fundort: Thermalquelle auf Kamtschatka(N)
  - Stämme HVE10/4; L.D.8.5; L.S.2.15; LAL14/1; U.3.28; Y.G.57.14; Y.N.15.51, …(N)
- Spezies „Sulfolobus mongibelli“ Sokolova et al. 2012(N)
  - Stamm SYET(N)
- Spezies „Sulfolobus neozealandicus“ Arnold et al. 2000(L,N)[A. 4][9]
  - Stämme 4/2; 23/4(N)
- Spezies „Sulfolobus tengchongensis“ Xiang et al. 2003(L,N)[10] [inkl. Sulfolobus sp. RT8-4(N)] – wird vom Sulfolobus-Virus STSV1 parasitiert
  - Stamm CGMCC 1.3345 alias RT8-4 oder AY135637(L,N)
- Spezies „Sulfolobus thuringiensis“ Fuchs et al. 1996(N)
  - Stamm Ron12/I alias X90485(N)
- Spezies „Sulfolobus vallisabyssus“ – unveröffentlicht (Hung 2007)(N)
  - Stamm F alias EF660336(N)
- Spezies Sulfolobus yangmingensis Jan et al. 1999(L,N)[11]
  - Stamm YM1 alias AB010957(L,N)[11]
- Spezies Sulfolobus sp. A20-N-F6 – unveröffentlicht (Yun et al. 2018)(N)
  - Stamm A20-N-F6(N)
- Spezies Sulfolobus sp. A20-N-F8 – unveröffentlicht (Yun et al. 2018)(N)
  - Stamm A20-N-F8(N)
- Spezies Sulfolobus sp. A20-N-G8 – unveröffentlicht (Yun et al. 2018)(N)
  - Stamm A20-N-G8(N)

(G) – Genome Taxonomy Database(G)
(L) – List of Prokaryotic names with Standing in Nomenclature(L)
(N) – Taxonomie des National Center for Biotechnology Information(N)
Anm.: Der erstgenannte „Stamm“ (bzw. DNA-Sequenz, MAG) ist die Referenz.

## Viren
Arten der Gattung Sulfolobus werden von einer Reihe sehr vielgestaltiger Viren parasitiert. Neben dem „Sulfolobus-Virus STSV1“ (vorgeschlagen als Mitglied der spindelförmigen Bicaudaviridae) sind dies u. a. folgende (mit Stand 14. Juli 2025 noch nicht offiziell bestätigte und klassifizierte) Viren:

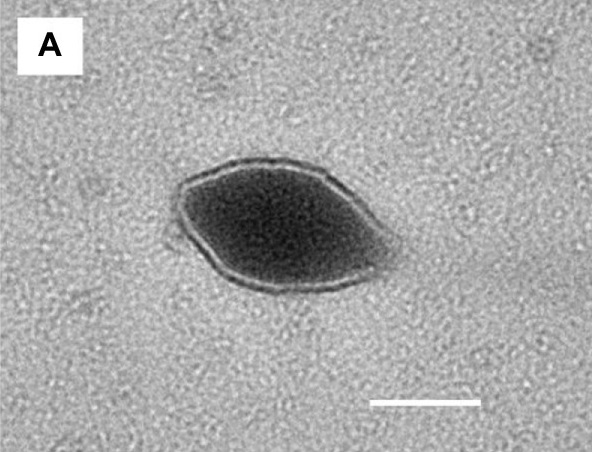
„Sulfolobus tailed spindle-shaped virus 3“ (STSV3), TEM-Aufnahme
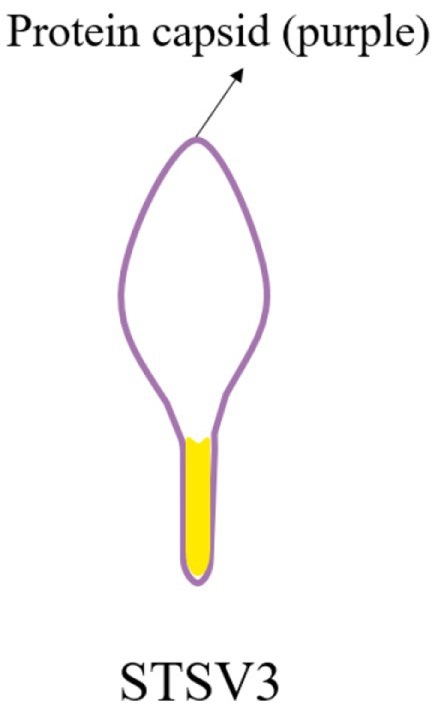
Schemazeichnung

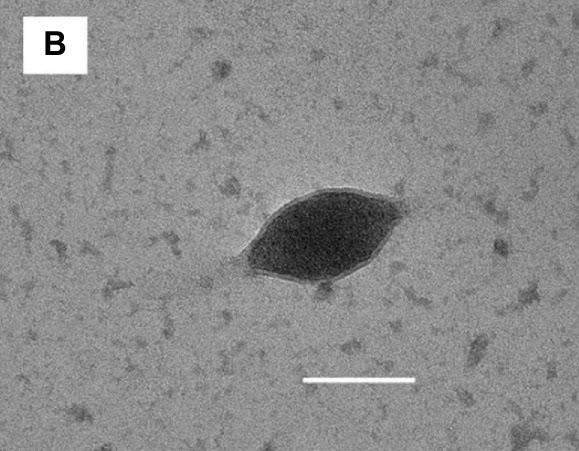
„Sulfolobus tailed spindle-shaped virus 4“ (STSV4), TEM-Aufnahme
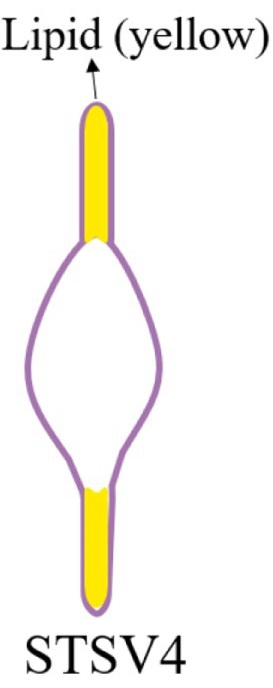
Schemazeichnung

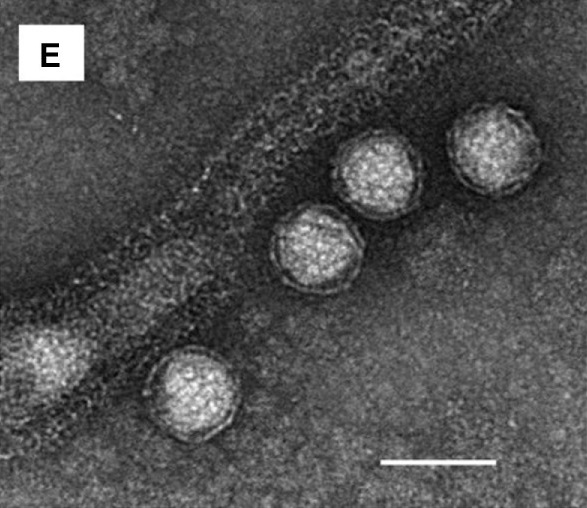
„Sulfolobus polyhedral virus 3“ (SPV3) alias „Sulfolobus turreted icosahedral virus 3“ (STIV3), TEM-Aufnahme
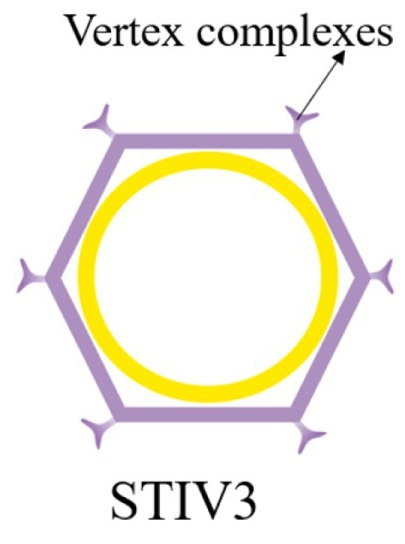
alias SPV3, Schamazeichnung

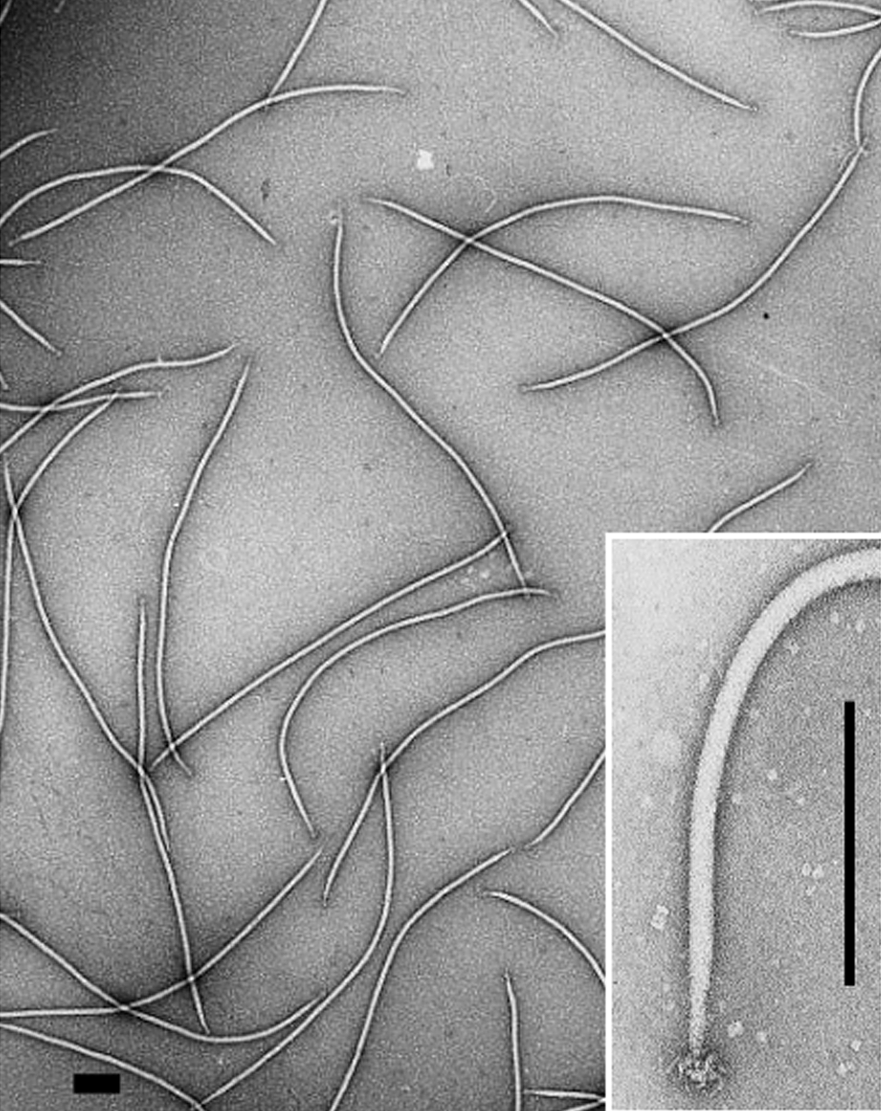
Sulfolobus islandicus filamentous virus (SIFV), Spezies Betalipothrixvirus hveragerdiense

### Benutzte Literatur
- Thomas D. Brock, Katherine M. Brock, Robert T. Belly, Richard L. Weiss: Sulfolobus: A new genus of sulfur-oxidizing bacteria living at low pH and high temperature. In: Archiv für Mikrobiologie. Band 84, März 1972, S. 54–68; doi:10.1007/BF00408082, PMID 4559703 (englisch).